# Sistema de classificação de filmes da Motion Picture Association
O sistema de classificação de filmes da Motion Picture Association é usado nos Estados Unidos e em seus territórios para classificar a adequação de um filme a determinados públicos com base em seu conteúdo. O sistema e as classificações aplicadas a filmes individuais são de responsabilidade da Motion Picture Association (MPA), anteriormente conhecida como Motion Picture Association of America (MPAA) de 1945 a 2019. O sistema de classificação da MPA é um esquema voluntário que não é imposto por lei; os filmes podem ser exibidos sem classificação, embora a maioria dos cinemas se recuse a exibir filmes sem classificação ou com classificação NC-17. Os não membros da MPA também podem enviar filmes para classificação. Outras mídias, como programas de televisão, música e videogames, são classificadas por outras entidades, como a TV Parental Guidelines, a RIAA e a ESRB, respectivamente.
Introduzido em 1968, seguindo o Código Hays da era clássica do cinema de Hollywood, o sistema de classificação MPA é um dos vários sistemas de classificação de filmes usados para ajudar os pais a decidir quais filmes são apropriados para seus filhos. Ele é administrado pela Classification & Ratings Administration (CARA), uma divisão independente da MPA.

## Classificações

### Classificações de filmes da MPA
As classificações dos filmes da MPA são as seguintes:
| Bloco/símbolo de classificação                     | Significado |
| -------------------------------------------------- | --- |
| G rating symbol and block · G rating block         | G – General Audiences (Público em Geral) Todas as idades são permitidas. Nada que possa ofender os pais para ser visto por crianças. |
| PG- rating symbol and block · PG rating block      | PG – Parental Guidance Suggested (Sugestão de Orientação Parental) Alguns materiais podem não ser adequados para crianças. Os pais são incentivados a dar "orientação parental". Pode conter algum material que os pais talvez não gostem para seus filhos pequenos. |
| PG-13 rating symbol and block · PG-13 rating block | PG-13 – Parents Strongly Cautioned (Os Pais são Fortemente Advertidos) Alguns materiais podem ser inadequados para crianças menores de 13 anos. Recomenda-se que os pais sejam cautelosos. Alguns materiais podem ser inadequados para pré-adolescentes.             |
| R rating symbol and block · R rating block         | R – Restricted (Restrito) Menores de 17 anos precisam ser acompanhados pelos pais ou por um responsável adulto. Contém algum material adulto. Recomenda-se que os pais se informem mais sobre o filme antes de levar seus filhos pequenos.                           |
| NC-17 rating symbol and block · NC-17 rating block | NC-17 – Adults Only (Somente para Adultos) Ninguém com 17 anos ou menos foi admitido. Claramente adulto. Crianças não são admitidas. |

Em 2013, as classificações da MPA foram visualmente redesenhadas, com a classificação exibida em um painel à esquerda e o nome da classificação mostrado acima dela. Um painel maior à direita fornece uma descrição mais detalhada do conteúdo do filme e uma explicação do nível de classificação é colocada em uma barra horizontal na parte inferior da classificação.

### Descritores de conteúdo
As classificações de filmes geralmente acompanham breves descrições dos detalhes do conteúdo do filme e do motivo pelo qual ele recebeu uma determinada classificação. Elas são exibidas em trailers, pôsteres e na parte de trás dos lançamentos de home vídeo. Os descritores de conteúdo das classificações de filmes são usados exclusivamente para filmes classificados de PG a NC-17; não são usados para filmes classificados como G, pois o conteúdo desses filmes é adequado para todos os públicos, mesmo que contenha conteúdo levemente questionável.

### Outros rótulos
Se um filme não tiver sido submetido a uma classificação ou for uma versão sem cortes de um filme que foi submetido, os rótulos Not Rated (NR - Não Classificado) ou Unrated (UR - Sem Classificação) são frequentemente usados. As versões sem cortes/estendidas de filmes rotulados como "Sem Classificação" também contêm avisos informando que a versão sem cortes do filme contém conteúdo diferente do lançamento nos cinemas e pode não ser adequada para menores de idade.
Se um filme ainda não tiver recebido uma classificação final, o rótulo This Film Is Not Yet Rated (Este Filme Ainda não foi Classificado) é usado em trailers e comerciais de televisão.

## Regulamentação de materiais promocionais e comunicados

### Trailersde cinema
Os cartões de classificação aparecem no topo dos trailers nos Estados Unidos e indicam o grau de aderência do trailer aos padrões da MPA.

#### Faixa verde
Quando o trailer acompanha outro filme classificado, o texto no cartão de título verde declara, a partir de maio de 2013, "A seguinte prévia foi aprovada para acompanhar este filme". Para trailers hospedados na internet, o texto é ajustado para "A seguinte prévia foi aprovada para o público apropriado".
Até abril de 2009, esses cartões indicavam que haviam sido aprovados para "todos os públicos" e geralmente incluíam a classificação MPA do filme. Isso significa que o trailer segue os padrões de publicidade cinematográfica definidos pela MPA, que incluem limitações de linguagem imprópria e imagens violentas, sexuais ou censuráveis.
Em abril de 2009, a MPA começou a permitir que a linguagem da faixa verde dissesse que um trailer havia sido aprovado para públicos "apropriados", o que significa que o material seria apropriado para o público nos cinemas, com base no conteúdo do filme que eles estavam assistindo.
Em maio de 2013, a MPA alterou a faixa de aprovação do trailer de "para públicos apropriados" para "para acompanhar este longa-metragem", mas somente quando acompanhar um longa-metragem; para faixas que não acompanham um longa-metragem, o texto da faixa permaneceu o mesmo. A fonte e o estilo do texto nas faixas gráficas (verde e vermelha) também foram alterados quando a faixa verde foi revisada em 2013.

#### Faixa amarela
Um cartão de título amarelo, introduzido por volta de 2007, existe apenas para indicar trailers com conteúdo restrito hospedados na internet, com o texto estipulando "A visualização a seguir foi aprovada apenas para usuários da internet adequados à idade". A MPAA define "usuários da internet adequados à idade" como visitantes de sites frequentados principalmente por adultos ou acessíveis somente entre 21h e 4h (ou seja, das 21h às 4h, horário local). O cartão amarelo é reservado para trailers de filmes com classificação PG-13 ou superior. Embora oficial, essa prática parece nunca ter sido muito difundida. No entanto, ocasionalmente são criados trailers de faixa amarela, sendo um exemplo notável o trailer de Halloween (2007), de Rob Zombie.

#### Faixa vermelha
Um cartão de título vermelho é emitido para trailers que não aderem às diretrizes da MPAA. Ele indica que o trailer foi aprovado apenas para públicos "restritos" ou "maduros" e, quando acompanha outro filme, o texto diz "A seguinte prévia restrita foi aprovada para acompanhar apenas este filme". Para trailers hospedados na Internet, o texto é ajustado para "A seguinte prévia restrita foi aprovada para audiências apropriadas". O cartão de título vermelho é reservado para trailers que apresentam filmes com classificação R e NC-17: esses trailers podem incluir nudez, palavrões ou outros materiais considerados inadequados para crianças. Esses trailers só podem ser exibidos nos cinemas antes de filmes com classificação R, NC-17 ou sem classificação. Os trailers hospedados na Internet com um cartão de título vermelho exigem que os espectadores passem por um teste de verificação de idade que exige que os usuários com 17 anos ou mais façam a correspondência de seus nomes, datas de nascimento e CEPs com os registros públicos arquivados. No entanto, muitos canais do YouTube que existem para distribuir trailers de filmes e televisão geralmente não têm essa verificação e liberam esses trailers sem nenhum tipo de restrição, o que gerou algumas críticas de grupos como a Common Sense Media.

### Lançamentos
A MPA também cria etiquetas azuis para uso nos cinemas e na mídia doméstica. Os lançamentos nos cinemas exibem a etiqueta azul após o filme, enquanto os lançamentos em mídia doméstica a exibem antes do filme. Eles apresentam o bloco de classificação e quaisquer descritores de conteúdo atribuídos pela Classification and Rating Administration, o logotipo da MPA e links para os sites da MPA na parte inferior.

## História

### Substituição do Código Hays
Jack Valenti, que havia se tornado presidente da Motion Picture Association of America em maio de 1966, considerou o Código de Produção Cinematográfica - em vigor desde 1930 e rigorosamente aplicado desde 1º de julho de 1934 - desatualizado e com "o cheiro odioso da censura". Os cineastas estavam ultrapassando os limites do Código e alguns chegaram ao ponto de entrar com ações judiciais contra o "Código Hays", invocando a Primeira Emenda. Valenti citou exemplos como Quem Tem Medo de Virginia Woolf?, que usava linguagem proibida, inclusive "hump the hostess", e Depois Daquele Beijo, que teve a aprovação do Código negada devido à nudez, o que fez com que a Metro-Goldwyn-Mayer, na época um estúdio membro da MPAA, o lançasse por meio de uma subsidiária. Valenti revisou o Código para incluir a recomendação "SMA" (Suggested for Mature Audiences - Sugerido para o Público Adulto) como medida provisória. Para acomodar "a força irresistível dos criadores determinados a fazer 'seus filmes'" e evitar "a possível intrusão do governo na arena do cinema", ele desenvolveu um conjunto de classificações consultivas que poderiam ser aplicadas após a conclusão de um filme.
Em 1º de novembro de 1968, o sistema voluntário de classificação de filmes da MPAA entrou em vigor, com três organizações atuando como grupos de monitoramento e orientação: a MPAA, a National Association of Theatre Owners (NATO) e a International Film Importers & Distributors of America (IFIDA). Somente os filmes que estrearam nos Estados Unidos após essa data foram afetados por isso. Walter Reade foi o único dos 75 principais exibidores dos EUA que se recusou a usar as classificações. O filme da Warner Bros.-Seven Arts, A Garota da Motocicleta, foi o primeiro a receber a classificação X e foi distribuído pela subsidiária Claridge Pictures. Dois outros filmes receberam a classificação X quando a MPAA publicou seu primeiro boletim semanal com as classificações: Pecado com uma Estranha, da Paramount, e Desejo Insaciável, da Universal. Ambos os filmes foram posteriormente lançados por subsidiárias.
As classificações usadas de 1968 a 1970 foram:
- Classificação G: Sugerido para o público em geral.
- Classificação M: Sugerido para o público maduro - aconselhável a discrição dos pais.
- Rated R: Restrito - Não é permitida a entrada de menores de 16 anos, a menos que estejam acompanhados dos pais ou de um adulto responsável.
- Classificação X: Não é permitida a entrada de menores de 16 anos.

Originalmente, esse sistema de classificação de conteúdo deveria ter três classificações, com a intenção de permitir que os pais levassem seus filhos a qualquer filme que escolhessem. No entanto, a National Association of Theatre Owners pediu a criação de uma categoria somente para adultos, temendo possíveis problemas legais em jurisdições locais. A classificação "X" não era uma marca registrada da MPAA e não receberia o selo da MPAA; qualquer produtor que não submetesse um filme à classificação da MPAA poderia aplicar a classificação "X" (ou qualquer outro símbolo ou descrição que não fosse uma marca registrada da MPAA).

### De M a GP a PG
Em 1970, as idades para "R" e "X" foram aumentadas de 16 para 17 anos. Além disso, devido à confusão sobre se os filmes com classificação "M" eram adequados para crianças, "M" foi renomeado para "GP" (para General audiences, Parental guidance suggested - público Geral, orientação Parental sugerida), e, em 1971, a MPAA adicionou o aviso de conteúdo "Algum material geralmente não adequado para pré-adolescentes". Em 11 de fevereiro de 1972, "GP" foi revisado para "PG".
As classificações usadas de 1970 a 1972 foram:
- Classificação G: Todas as idades admitidas - Público em geral.
- Classificação GP: Todas as idades permitidas - Orientação parental sugerida. Às vezes, uma isenção de responsabilidade dizia: "Este filme contém material que pode não ser adequado para pré-adolescentes".
- Rated R: Restrito - Menores de 17 anos precisam ser acompanhados pelos pais ou por um adulto responsável.
- Classificação X: Não é permitida a entrada de menores de 17 anos.

As classificações usadas de 1972 a 1984 foram:
- Classificação G: Público em geral - Todas as idades são permitidas.
- Classificação PG: Sugestão de orientação parental - Alguns materiais podem não ser adequados para pré-adolescentes (1972-1977) / crianças (1977-1984).[23]
- Rated R: Restrito - Menores de 17 anos precisam ser acompanhados pelos pais ou por um adulto responsável.
- Classificação X: Proibida a entrada de menores de 17 anos.

### Adição da classificação PG-13
Na década de 1980, as reclamações sobre violência e sangue em filmes como Indiana Jones e o Templo da Perdição e Gremlins, ambos com classificação PG, voltaram a concentrar a atenção nos filmes vistos por crianças pequenas e pré-adolescentes. De acordo com a autora Filipa Antunes, isso revelou o enigma de um filme que "não poderia ser recomendado para todas as crianças, mas também não poderia ser repudiado por todas as crianças uniformemente", levando à especulação de que a classificação PG do sistema de classificação "não correspondia mais a uma noção de infância com a qual a maioria dos pais nos Estados Unidos concordava". Steven Spielberg, diretor de Templo da Perdição e produtor executivo de Gremlins, sugeriu uma nova classificação intermediária entre "PG" e "R". A classificação "PG-13" foi introduzida em 1º de julho de 1984, com a advertência "Os pais devem dar orientação especial para a presença de crianças com menos de 13 anos - alguns materiais podem ser inadequados para crianças pequenas". O primeiro filme a ser lançado com essa classificação foi o filme de guerra Amanhecer Violento, de John Milius. Em 1985, a redação foi simplificada para "Pais Fortemente Advertidos - Alguns materiais podem ser inapropriados para crianças menores de 13 anos". Na mesma época, a MPAA ganhou um processo de violação de marca registrada contra os produtores e distribuidores de Doce Vingança por causa de uma aplicação fraudulenta de sua classificação R à versão sem cortes do filme, e forçou seus estúdios membros e vários outros distribuidores de vídeo doméstico a colocar as classificações da MPAA nas embalagens dos filmes com classificação da MPAA por meio de um acordo que entraria em vigor no outono daquele ano.
As classificações usadas de 1984 a 1990 foram:
- Classificação G: Público em geral - Todas as idades são permitidas.
- Classificação PG: Sugestão de orientação parental - Alguns materiais podem não ser adequados para crianças.
- Rated PG-13: Pais fortemente advertidos - Algum material pode ser inadequado para crianças menores de 13 anos.
- Rated R: Restrito - Menores de 17 anos precisam ser acompanhados pelos pais ou por um adulto responsável.
- Classificação X: Proibida a entrada de menores de 17 anos.

### Lei do Tennessee
Em 1989, a lei estadual do Tennessee estabeleceu a idade mínima de 18 anos, em vez de 17, para assistir a um filme de classificação R sem acompanhamento de um adulto nos cinemas, e classificou a entrada de menores em filmes de classificação X como uma contravenção. A lei permaneceu em vigor até 2013, quando foi considerada uma violação da Primeira Emenda. A lei foi alterada em 2013 para proibir a entrada de menores de 18 anos somente se o filme fosse considerado "prejudicial a menores".

### X substituído por NC-17

Classificação "X" como aparecia nos pôsteres dos cinemas antes de ser substituída por NC-17

Nos primeiros anos do sistema de classificação, filmes com classificação "X", como Perdidos na Noite (1969) e Laranja Mecânica (1971), eram considerados impróprios para crianças, mas não pornográficos e destinados ao público em geral. No entanto, os filmes pornográficos geralmente aplicavam a classificação "X" sem marca registrada, e ela logo se tornou sinônimo de pornografia na cultura americana. No final de 1989 e início de 1990, respectivamente, Henry - Retrato de um Assassino e O Cozinheiro, o Ladrão, sua Mulher e o Amante, dois filmes de arte aclamados pela crítica e com forte conteúdo adulto, foram lançados. Nenhum dos dois filmes foi aprovado para uma classificação da MPAA, limitando sua distribuição comercial e provocando críticas à falta de designação do sistema de classificação para esses filmes.
Em setembro de 1990, a MPAA introduziu a classificação NC-17 ("No Children Under 17 Admitted" - Não são Permitidas Crianças Menores de 17 Anos). Henry & June, que anteriormente receberia a classificação X, foi o primeiro filme a receber a classificação NC-17. Embora os filmes com classificação NC-17 tivessem mais oportunidades de distribuição convencional do que os filmes com classificação X, muitos cinemas se recusaram a exibi-los, a maioria dos meios de comunicação de entretenimento não aceitou publicidade para eles e muitos grandes distribuidores de vídeo se recusaram a estocá-los.
As classificações usadas de 1990 a 1996 foram:
- Classificação G: Público em geral - Todas as idades são permitidas.
- Classificação PG: Orientação parental sugerida - Alguns materiais podem não ser adequados para crianças.
- Rated PG-13: Pais fortemente advertidos - Algum material pode ser inadequado para crianças menores de 13 anos.
- Rated R: Restrito - Menores de 17 anos precisam ser acompanhados pelos pais ou por um adulto responsável.
- Classificação NC-17: Não é permitida a entrada de menores de 17 anos.

Em 1996, a idade mínima para filmes com classificação NC-17 foi aumentada para 18 anos, reformulando-a para "Não é permitida a entrada de menores de 17 anos". As classificações usadas desde 1996 são:
- Classificação G: Público em geral - Todas as idades são permitidas.
- Classificação PG: Sugestão de orientação parental - Alguns materiais podem não ser adequados para crianças.
- Rated PG-13: Parents strongly cautioned - Algum material pode ser inadequado para crianças menores de 13 anos.
- Rated R: Restrito - Menores de 17 anos precisam ser acompanhados pelos pais ou por um adulto responsável.
- Classificação NC-17: Somente Adultos - Não é permitida a entrada de menores de 17 anos.

Desde setembro de 1990, a MPAA inclui explicações, ou "descritores", do motivo pelo qual cada filme recebeu a classificação "R", permitindo que os pais saibam que tipo de conteúdo o filme contém. Por exemplo, os descritores de alguns filmes podem ser: "Classificado como R por conteúdo violento forte/gráfico, material perturbador, conteúdo sexual, nudez gráfica, uso de drogas e linguagem generalizada".
No início dos anos 2000, a MPAA começou a aplicar explicações de classificação para filmes com classificação PG, PG-13 e NC-17 também.

## Componentes de classificação

### Violência
As representações de violência são permitidas em todas as classificações, mas devem ser moderadas nas classificações mais baixas. A violência deve ser mantida em um nível mínimo nos filmes com classificação G e não deve ser intensa nos filmes com classificação PG. As representações de violência intensa são permitidas na classificação PG-13, mas a violência que é realista e extrema ou persistente geralmente requer pelo menos uma classificação R.

### Linguagem
Trechos de linguagem que vão "além de uma conversa educada" são permitidos em filmes com classificação G, mas não há palavras mais fortes. Palavrões podem estar presentes em filmes com classificação PG, e o uso de uma das "palavras derivadas de sexo" mais severas como um xingamento inicialmente incorrerá em uma classificação PG-13. Mais de uma ocorrência normalmente incorrerá em uma classificação R, assim como o uso de tal expletivo em um contexto sexual. Conhecida como a "regra da linguagem automática", a regra tem sido aplicada de forma diferente dependendo do assunto do filme. Por exemplo, Todos os Homens do Presidente (1976) recebeu uma classificação geral na apelação, apesar de várias instâncias de linguagem forte, provavelmente por causa de seu tema histórico. A regra da linguagem automática é indiscutivelmente a regra que mais frequentemente pode ser apelada com sucesso. O conselho de classificação pode conceder uma classificação PG-13 aprovada por uma maioria de dois terços se acreditar que a linguagem é justificada pelo contexto ou pela maneira como as palavras são usadas.
Às vezes, afirma-se que os filmes classificados como PG-13 só podem usar o expletivo fuck uma vez para evitar a classificação R por linguagem. Há vários casos excepcionais em que os filmes classificados como PG-13 contêm várias ocorrências da palavra fuck: Uma Noite De Aventuras, em que a palavra é usada duas vezes na mesma cena; Antwone Fisher, que tem três usos; The Hip Hop Project, que tem dezessete usos; e Gunner Palace, um documentário sobre soldados na Segunda Guerra do Golfo, que tem 42 usos da palavra, sendo dois de cunho sexual. Tanto Bully, um documentário de 2011 sobre bullying, quanto Philomena - que tem duas ocorrências da palavra -, lançado em 2013, receberam originalmente classificação R por causa da linguagem, mas a classificação foi reduzida para PG-13 após recursos bem-sucedidos. O Discurso do Rei, no entanto, recebeu classificação R por uma cena em que a palavra fuck foi usada várias vezes em um contexto de terapia da fala; a MPAA se recusou a recertificar o filme em recurso, apesar de o British Board of Film Classification ter reduzido a classificação britânica de 15 para 12A, alegando que os usos do expletivo não eram dirigidos a ninguém.
Isso foi satirizado no filme Be Cool, de 2005, no qual o produtor de cinema Chili Palmer (John Travolta) diz: "Você sabe que, a menos que esteja disposto a usar a classificação R, só pode dizer a palavra 'F' uma vez? Sabe o que eu digo? Que se dane isso. Estou farto". Muitas vezes, os produtores de filmes usam a palavra em uma cena de gravidade ou humor e, em seguida, apagam quaisquer outras ocorrências com efeitos sonoros.
Algumas formas de mídia são cortadas após o lançamento para obter uma classificação PG-13 para lançamento em home video ou para aparecer em um serviço de streaming da internet que não exibirá filmes com classificação superior a PG-13. Em 2020, uma gravação de Hamilton foi lançada no Disney+ depois de cortes feitos por Lin-Manuel Miranda para remover duas das três cenas de sexo no musical para qualificá-lo como PG-13 de acordo com as diretrizes da MPAA.
Um estudo de filmes americanos populares voltados para adolescentes, classificados como PG e PG-13, de 1980 a 2006, constatou que, nesses filmes, os personagens adolescentes usam mais palavrões e mais fortes do que os personagens adultos nos mesmos filmes. Entretanto, o estudo constatou que a quantidade geral desse tipo de linguagem diminuiu um pouco desde a década de 1980.

### Substâncias
O conteúdo de uso de drogas é restrito a PG-13 e acima. Um exemplo de um filme que, de outra forma, seria PG e recebeu uma classificação PG-13 devido a uma referência a drogas (momentânea, juntamente com linguagem breve) é Encantadora de Baleias. O filme continha apenas palavrões leves, mas foi classificado como PG-13 por causa de uma cena em que a parafernália de drogas era brevemente visível. O crítico Roger Ebert criticou a MPAA pela classificação e a chamou de "uma reação exagerada".
Em maio de 2007, a MPAA anunciou que as representações do fumo de cigarros seriam consideradas na classificação de um filme. Os defensores do antitabagismo afirmaram que a classificação PG, voltada para crianças, era inadequada para o filme Rango, animação da Nickelodeon de 2011, que incluía mais de 60 representações de personagens fumando.

### Nudez
A nudez é restrita à classificação PG e superior, e qualquer coisa que constitua mais do que uma breve nudez exigirá pelo menos uma classificação PG-13. A nudez sexualmente orientada geralmente requer uma classificação R. Desde 2006, os filmes têm sido sinalizados pela MPAA por apresentarem nudez. Em 2010, a MPAA sinalizou três filmes especificamente por "nudez masculina", precipitada pela pressão dos pais em resposta a Brüno. Em 2018, a presidente de classificações da MPAA, Joan Graves, esclareceu a posição da MPAA afirmando que "normalmente não definimos nudez como masculina ou feminina... normalmente, apenas mencionamos nudez parcial, ou nudez gráfica".

### Sexo
A MPAA não tem nenhum critério explícito para conteúdo sexual além de excluir cenas de sexo de filmes com classificação G.

## Efeitos das classificações

### O Exorcista
Antes do lançamento de O Exorcista, no final de 1973, o presidente do CARA, Aaron Stern, tomou a medida incomum de telefonar para o diretor William Friedkin para dizer a ele que, como era um "filme importante", seria classificado como R e poderia ser lançado sem cortes. O filme atraiu grandes multidões em seu lançamento, muitas das quais vomitaram e/ou desmaiaram; um jornal psiquiátrico documentaria mais tarde quatro casos de "neurose cinematográfica" induzidos pelo filme.
Entre esses clientes havia muitas crianças, nem sempre acompanhadas por adultos. Isso deixou muitos comentaristas incrédulos com o fato de o conselho de classificação ter considerado que um filme com cenas perturbadoras, como a de uma menina de 12 anos possuída se masturbando com um crucifixo, era aceitável para ser visto por crianças. Roy Meacham, um crítico de Washington, D.C., que havia elogiado o filme e aconselhado os pais a não levarem seus filhos para assisti-lo, lembrou-se das crianças que ele viu saindo da sessão "esgotadas e arrastadas depois; seus olhos tinham um olhar que eu nunca tinha visto antes". As autoridades de Washington invocaram uma lei municipal que teria impedido que menores de idade vissem o filme, ameaçando os proprietários de cinemas com prisão caso o fizessem.
Meacham insinuou que a diretoria havia sucumbido à pressão da Warner Brothers, que havia gasto US$ 10 milhões, mais do que o dobro do orçamento original, para fazer o filme; uma classificação X teria limitado seriamente as perspectivas comerciais do filme. A crítica no The New Yorker, Pauline Kael, fez eco às suas críticas. "Se O Exorcista tivesse custado menos de um milhão ou tivesse sido feito no exterior", escreveu ela, "quase certamente seria um filme X. Mas quando um filme é tão caro quanto esse, o conselho não ousa dar a ele um X".
Em 1974, Richard Heffner assumiu o cargo de presidente do conselho. Durante seu processo de entrevista, ele pediu para exibir filmes recentes que haviam gerado controvérsias de classificação, incluindo O Exorcista. "Como algo poderia ser pior do que isso?", ele se lembrou de ter pensado mais tarde. "E foi classificado como R?" Depois de assumir o cargo de diretor, ele liderou os esforços para ser mais agressivo com a classificação X, especialmente em relação à violência nos filmes. Em 1976, ele fez com que o conselho desse ao filme japonês de artes marciais The Street Fighter uma classificação X por sua violência gráfica, a primeira vez que um filme recebeu essa classificação exclusivamente por causa da violência.

### Viabilidade comercial da classificação NC-17
A classificação NC-17 tem sido descrita como um "beijo da morte" para qualquer filme que a receba. Como a classificação X que substituiu, a NC-17 limita as perspectivas de um filme ser comercializado, exibido nos cinemas e vendido nos principais pontos de venda de vídeo. Em 1995, a MGM/UA lançou o filme de grande orçamento Showgirls; ele se tornou o filme mais amplamente distribuído com classificação NC-17 (exibido em 1.388 cinemas simultaneamente), mas foi um fracasso de bilheteria que arrecadou apenas 45% de seu orçamento de US$ 45 milhões. No entanto, alguns sucessos modestos podem ser encontrados entre os lançamentos teatrais com classificação NC-17; a Fox Searchlight Pictures lançou a edição americana original com classificação NC-17 do filme europeu The Dreamers (2003) nos cinemas dos Estados Unidos e, posteriormente, lançou tanto a versão original com classificação NC-17 quanto a versão com classificação R cortada em DVD. Um porta-voz da Fox Searchlight disse que a classificação NC-17 não causou muitos problemas no lançamento desse filme (eles não tiveram problemas para reservá-lo, e apenas o jornal Deseret News, de Salt Lake City, se recusou a aceitar o anúncio do filme), e a Fox Searchlight ficou satisfeita com o resultado de bilheteria desse filme nos Estados Unidos. Outra exceção notável é Bad Education (2004), um filme em língua estrangeira com classificação NC-17 que arrecadou US$ 5,2 milhões nos Estados Unidos nos cinemas. (um sucesso moderado para um filme em língua estrangeira).
Em 2000, o Directors Guild of America chamou a classificação NC-17 de "fracasso abjeto", por fazer com que os cineastas reeditassem os filmes para receber a classificação R, em vez de aceitar a classificação NC-17. Eles argumentaram que isso estava "não apenas comprometendo as visões dos cineastas, mas também aumentando muito a probabilidade de que filmes voltados para adultos fossem vistos pelos mesmos grupos aos quais não se destinavam". Em março de 2007, de acordo com a Variety, o presidente da MPAA, Dan Glickman, havia sido informado das tentativas de introduzir uma nova classificação ou de encontrar maneiras de reduzir o estigma da classificação NC-17. Os estúdios de cinema pressionaram a MPAA para retirar a classificação NC-17, devido ao provável impacto na receita de bilheteria de seus filmes.
Durante a controvérsia sobre a decisão da MPAA de atribuir ao filme Namorados para Sempre (2010) a classificação NC-17 (a The Weinstein Company contestou essa decisão, e a MPAA acabou atribuindo ao mesmo corte a classificação R em recurso). O ator Ryan Gosling, que estrelou o filme, observou que os filmes NC-17 não podem ser amplamente divulgados e que, devido à recusa das principais cadeias de cinema, como AMC e Regal, em exibir filmes com classificação NC-17, muitos desses filmes nunca serão acessíveis às pessoas que vivem em mercados que não têm salas de cinema de arte.
A jurista Julie Hilden escreveu que a MPAA tem uma "exceção de obra-prima" que criou para filmes que normalmente receberiam uma classificação NC-17, se não fosse pela obra-prima artística mais ampla que exige a violência retratada como parte de sua mensagem. Ela cita O Resgate do Soldado Ryan, com sua representação sangrenta dos desembarques do Dia D, como exemplo. Essa exceção é preocupante, argumenta Hilden, porque ignora o contexto e a perspectiva na avaliação de outros filmes e favorece os filmes convencionais em detrimento de filmes mais ousados que contribuem com pontos mais novos e interessantes para o discurso público sobre a violência.

### Emissão de "Cartões R"
A partir de 2004, a GKC Theatres (desde então incorporada à AMC Theatres) introduziu os "R Cards", que os pais podiam obter para que seus filhos menores de 17 anos assistissem a filmes com classificação R sem acompanhamento de adultos. Os cartões geraram muita controvérsia; o presidente da MPAA, Jack Valenti, disse em um artigo de jornal: "Acho que isso distorce e rompe a intenção desse sistema voluntário de classificação de filmes. Todos os filmes com classificação R não são iguais". John Fithian, presidente da National Association of Theatre Owners, também disse que os cartões podem ser prejudiciais. Ele observou em um artigo para o The Christian Science Monitor que a classificação R é "ampla o suficiente para incluir filmes relativamente familiares, como Billy Elliot e Erin Brockovich (que foram classificados como R por linguagem), juntamente com filmes que levam aos extremos da violência, incluindo Pulp Fiction e Kill Bill".

## Críticas

### Ênfase em sexo e linguagem versus violência
O sistema de classificação de filmes teve vários críticos de alto nível. O crítico de cinema Roger Ebert defendeu a substituição da classificação NC-17 por classificações separadas para filmes adultos pornográficos e não pornográficos. Ebert argumentou que o sistema enfatiza demais o sexo, ao mesmo tempo em que permite a representação de grandes quantidades de violência horrível. A ênfase desigual em sexo versus violência é repetida por outros críticos, inclusive David Ansen, bem como por muitos cineastas. Além disso, Ebert argumentou que o sistema de classificação é voltado para a análise de aspectos triviais do filme (como o número de vezes que uma palavra profana é usada) e não para o tema geral do filme (por exemplo, se o filme retrata realisticamente as consequências do sexo e da violência). Ele solicitou uma classificação A (somente para adultos) para indicar filmes com alto teor de violência ou conteúdo maduro que não devem ser comercializados para adolescentes, mas que não tenham níveis de sexo NC-17. Ele também pediu que a classificação NC-17 fosse removida e que a classificação X fosse reativada. Ele achava que todos entendiam o que significava a classificação X, enquanto menos pessoas entendiam o que significava a classificação NC-17.
O presidente da MPAA, Dan Glickman, contestou essas alegações, afirmando que muito mais filmes são inicialmente classificados como NC-17 por causa da violência do que por causa do sexo, mas que esses filmes são posteriormente editados pelos estúdios para receber a classificação R.
Apesar disso, um crítico interno dos primeiros trabalhos do sistema de classificação é o crítico de cinema e escritor Stephen Farber, que foi estagiário do CARA por seis meses em 1969 e 1970. Em O Campeão de Audiência, ele documenta um preconceito contra o sexo em relação à violência. O documentário de 2006 Este Filme Ainda Não Tem Censura também aponta que quatro vezes mais filmes receberam a classificação NC-17 por sexo do que por violência, de acordo com o próprio site da MPAA, mencionando ainda um preconceito contra o conteúdo homossexual em comparação com o heterossexual, especialmente com relação a cenas de sexo. O cineasta Darren Stein insiste ainda que sua comédia adolescente leve G.B.F., que apresenta vários beijos entre pessoas do mesmo sexo, mas sem relações sexuais, linguagem forte, violência ou nudez, foi "classificada como R por ser gay".
O documentário Bully, de 2011, recebeu uma classificação R por causa dos palavrões contidos no filme, o que impediu que a maioria do público-alvo, alunos do ensino fundamental e médio, assistisse ao filme. O diretor do filme, Lee Hirsch, recusou-se a recortar o filme, declarando: "Sinto-me responsável como cineasta, como a pessoa encarregada de contar as histórias (dessas crianças), para não diluí-las". Uma petição coletou mais de 200.000 assinaturas para alterar a classificação do filme e uma versão com menos palavrões finalmente recebeu a classificação PG-13. O mesmo, entretanto, não pôde ser dito sobre o drama adolescente Kids, de 1995, que o diretor Larry Clark queria que fosse classificado como R para que os pais pudessem levar seus filhos ao filme para fins educacionais, mas a MPAA o classificou como NC-17 devido ao conteúdo de sexo entre adolescentes e recusou o apelo de Clark. O filme foi então lançado sem classificação pela Miramax (sob o nome de Shining Excalibur Films, porque a Miramax, anteriormente propriedade da Disney, hesitou em lançá-lo como um filme NC-17).

### Padrões inconsistentes, especialmente para estúdios independentes
Muitos críticos do sistema da MPAA, especialmente os distribuidores independentes, acusam os lançamentos dos grandes estúdios de receberem um tratamento mais brando do que os filmes independentes.
A adaptação de 1996 de O Corcunda de Notre Dame, da Disney, foi criticada por sua representação de luxúria, anticiganismo e genocídio, bem como pelo uso das palavras "inferno" e "maldição", apesar de ter sido classificado como G. Vinte e cinco anos após seu lançamento, um dos roteiristas do filme, Tab Murphy, falou sobre sua classificação em uma entrevista ao The New York Times, dizendo: "Esse é o G mais R-rated que você verá em sua vida". O filme independente Santos e Soldados, que não contém nudez, quase nenhum sexo (embora haja uma cena em que um soldado alemão está prestes a estuprar uma mulher francesa), pouquíssimos palavrões e um mínimo de violência, foi classificado como R por um único clipe em que um personagem principal é baleado e morto, e exigiu a modificação dessa única cena para receber a classificação PG-13. Eric Watson, produtor do filme Réquiem para um Sonho, distribuído de forma independente e classificado como NC-17, reclamou que os estúdios estão pagando o orçamento da MPAA, o que lhes dá influência sobre as decisões da MPAA.
A comédia Todo Mundo em Pânico, lançada pela Dimension Films, na época uma divisão da The Walt Disney Company, continha "forte humor sexual grosseiro, linguagem, uso de drogas e violência", incluindo imagens de ejaculação, felação e um pênis ereto, mas foi classificado como R, para surpresa de muitos críticos e do público; Em comparação, a paródia pornográfica Orgazmo, um lançamento independente dos criadores de South Park, Matt Stone e Trey Parker, continha "conteúdo sexual explícito e diálogos" e recebeu a classificação NC-17 (o único pênis visto na tela do filme é um vibrador). Como Parker e Stone não tinham dinheiro e tempo para editar o filme, ele manteve sua classificação NC-17. Em contrapartida, o segundo longa-metragem de Parker e Stone, South Park: Maior, Melhor e Sem Cortes, foi distribuído por um grande estúdio (Paramount Pictures) e, após vários envios e notas da MPAA, recebeu a classificação R.

### Solicitação de divulgação dos padrões
Muitos críticos do sistema, tanto conservadores quanto liberais, gostariam de ver as classificações da MPAA reveladas e os padrões tornados públicos. A MPAA sempre citou pesquisas científicas nacionais (realizadas todos os anos pela Opinion Research Corporation de Princeton, Nova Jersey), que mostram que os pais consideram as classificações úteis. Críticos como Matt Stone, no documentário de Kirby Dick, Este Filme Ainda Não Tem Censura, respondem que isso prova apenas que os pais acham as classificações mais úteis do que nada. No filme, também é discutido como a MPAA não revela nenhuma informação sobre como ou por que certas decisões são tomadas e que a associação nem mesmo revela ao cineasta as cenas específicas que precisam ser cortadas para obter uma classificação alternativa.

### Acusação de "aumento de classificação"
Embora sempre tenha havido preocupação com o conteúdo dos filmes, a MPAA tem sido acusada de "aumento das classificações", em que os filmes que se enquadram nas categorias de classificação atuais agora contêm mais material censurável do que aqueles que apareciam nas mesmas categorias duas décadas antes. Um estudo apresentado pela Faculdade de Saúde Pública de Harvard em 2004 concluiu que houve um aumento significativo no nível de profanação, sexo e violência nos filmes lançados entre 1992 e 2003. Kimberly Thompson, diretora do estudo, declarou: "As descobertas demonstram que o aumento da classificação ocorreu na última década e que os filmes atuais contêm, em média, muito mais violência, sexo e palavrões do que os filmes com a mesma classificação de uma década atrás".

### Questões de relevância
O editor-chefe do Slashfilm, David Chen, escreveu no site: "Está na hora de mais pessoas condenarem a MPAA e suas atitudes ultrajantes. Estamos caminhando para uma era em que não precisamos de uma organização semelhante a uma mamãe para ditar a que nossas delicadas sensibilidades podem ou não ser expostas. Espero profundamente que a irrelevância da MPAA seja iminente".
O crítico de cinema do Chicago Tribune, Michael Phillips, escreveu que o conselho de classificação da MPAA "tornou-se tolo e irrelevante, e seus membros não têm meus interesses no coração, nem os seus. Eles são muito brandos com a violência, mas bizarramente reacionários quando se trata de nudez e linguagem".